# Narce
Narce era un insediamento arcaico risalente all'età del bronzo, successivamente abitato da popolazioni di cultura etrusca e falisca, che si trova nella Valle del Treja (paleotevere) tra i comuni di Calcata, Faleria e Mazzano Romano.

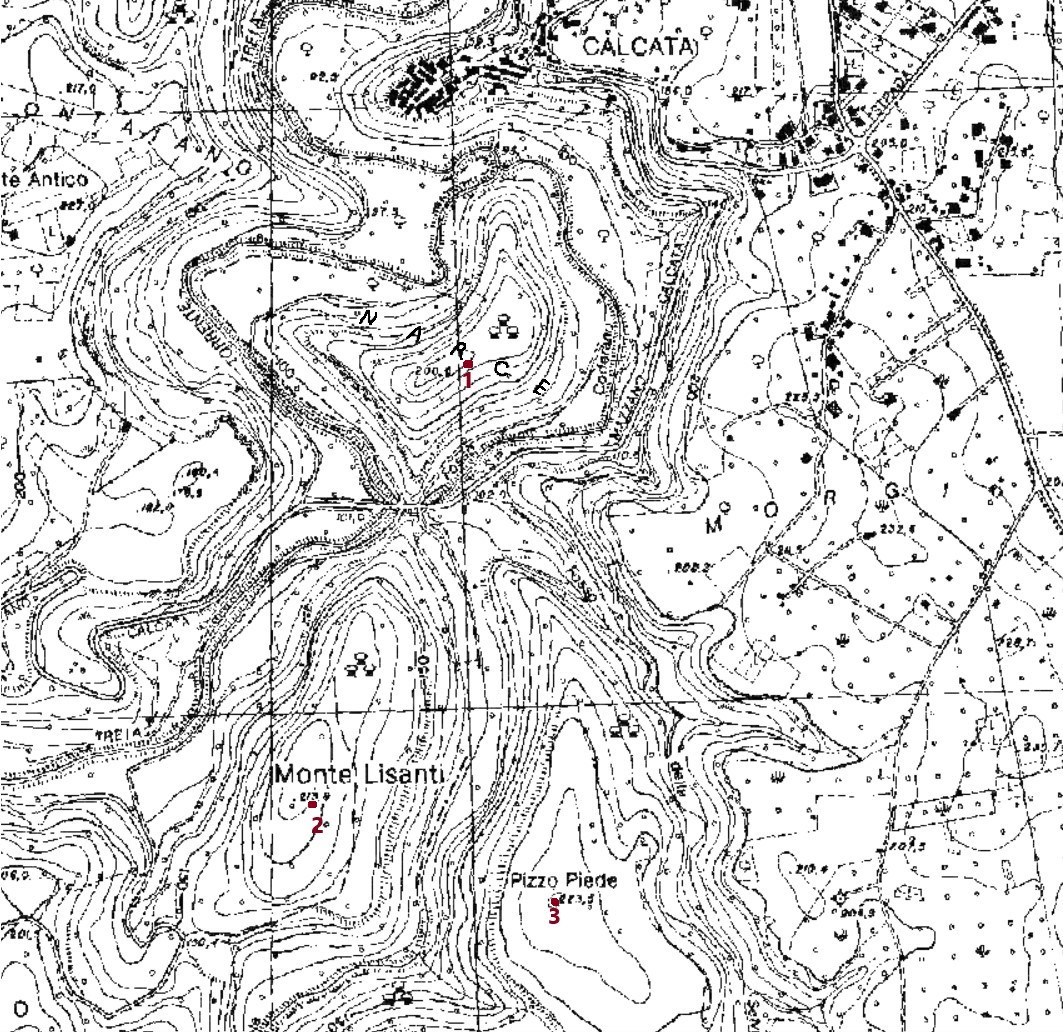
Colli di 1.Narce, 2.Monte li Santi, 3.Pizzo Piede

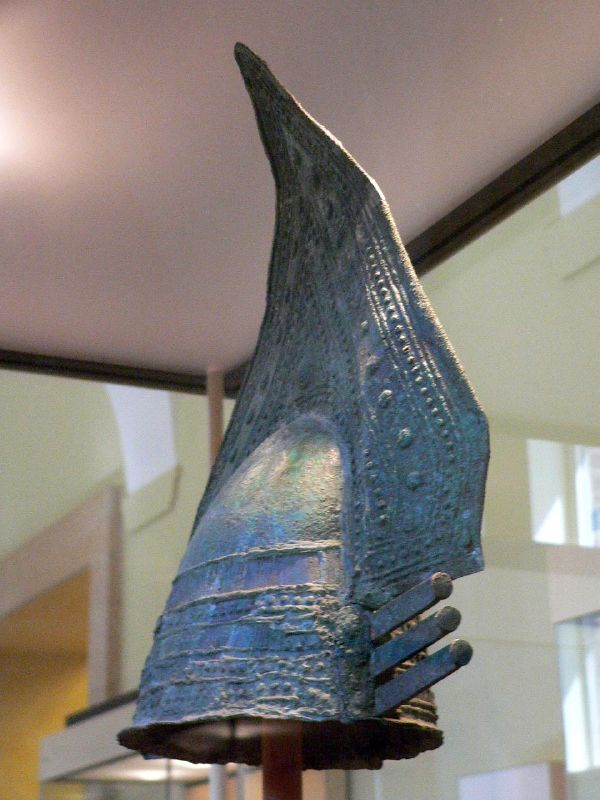
Elmo di condottiero, dell'VIII secolo a.C., oggi esposto al Museo di archeologia e antropologia dell'Università della Pennsylvania

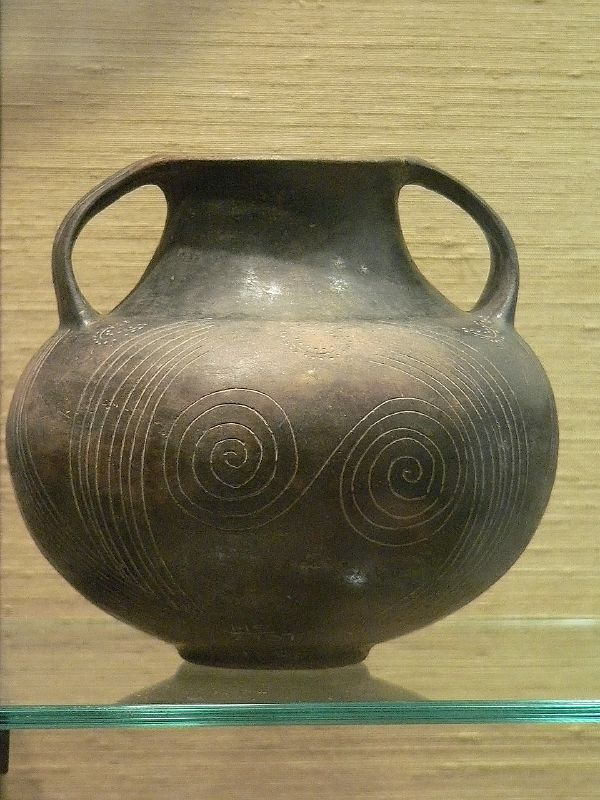
Anfora da una tomba di Narce, VII secolo a.C.

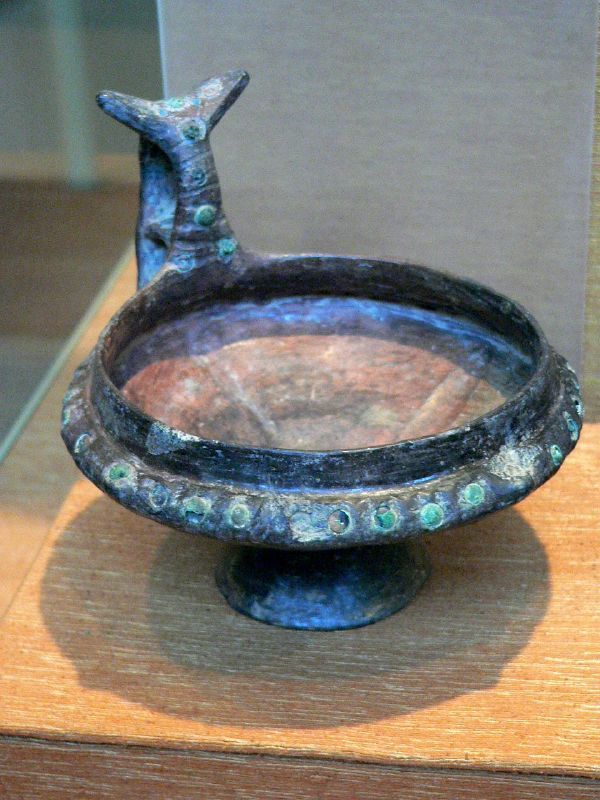
Ceramica etrusca, VII secolo a.C.

## Descrizione

### Scavi
Il sito sul colle di Narce fu scoperto alla fine del XIX secolo, nel 1883, all'interno del progetto Carta archeologica d'Italia.
I primi scavi registrati risultano datati al 1889 e pubblicati nel 1894. Questi scavi hanno portato alla luce 21 necropoli, sui crinali a est, sud e ovest. Ulteriori scavi furono intrapresi nel 1896 da Frothingham, nel 1897 da Paille e Mengarelli e quindi da Mancinelli-Scott, del Drago (pubblicato nel 1902) e Mancinelli-Scott (1897).

### Localizzazione
Il sito di Narce è situato a sud di Falerii Veteres, dove il fiume Treja assume i connotati fluviali della valle del Tevere.
L'insediamento abitato si trovava sui tre colli vicini di Narce (1), Monte li Santi (2) e Pizzo Piede (3), separati da forre.
Gran parte dell'antico centro si trova oggi all'interno del parco regionale Valle del Treja.

### Contesto storico
Anche se il nome originario dell'insediamento è incerto alcuni ritengono che potrebbe trattarsi della città falisca di Fescennium.
La cultura, la religione e la storia dei falisci avevano molto in comune con la civiltà etrusca. Narce interagì con insediamenti etruschi in tutti i periodi della sua esistenza, mantenendo stretti rapporti con la vicina città di Veio.
È probabile che la prosperità di Narce fosse legata alla sua posizione strategica essendo centro di una fitta rete stradale che conduceva a Veio, Nepi, Falerii Veteres, Capena, lungo l'asta fluviale del Treja e del Tevere a Poggio Sommavilla-Foglia e ad altri insediamenti vicini.

### Ritrovamenti
Le tombe di Narce scoperte alla fine del XX secolo hanno prodotto i reperti archeologici più significativi del sito. Le scoperte fatte sul colle di Narce furono alla base della collezione del Museo nazionale etrusco di Villa Giulia a Roma. Molto di questo primo materiale scavato è poi andato disperso in diversi musei americani, con Arthur Frothingham che fungeva da agente per selezionare e spedire fuori dall'Italia i manufatti ritrovati. Altri ritrovamenti furono spediti a Firenze, Parigi, Copenaghen e Berlino. Il Museo di archeologia e antropologia dell'Università della Pennsylvania ha ricevuto il campione più ampio e rappresentativo di questi primi corredi funerari.
Numerose sono le sepolture ritrovate durante le campagne di scavo, sia del tipo a cremazione che ad inumazione.
Alcune sepolture, risalenti al periodo tra l’VIII e VII secolo a.C., erano accompagnate da oggetti  di oreficeria, a vasellame di bronzo, oltre ad alcune tra le più antiche ceramiche greche di importazione, oggi esposte al Museo archeologico dell'Agro Falisco.